# جورج ريتشاردسون (لاعب كريكت)
جورج ريتشاردسون (28 مايو 1834 في أستراليا - 1 مايو 1911) (بالإنجليزية: George Richardson)‏ هو لاعب كريكت أسترالي.

## وصلات خارجية
- جورج ريتشاردسون (لاعب كريكت) على موقع إي آس بي آن كريك إنفو (الإنجليزية)